# Coupe d'Italie de rugby à XV 2012-2013
Navigation
Trofeo Eccellenza 2011-2012 Trofeo Eccellenza 2013-2014
La Coupe d'Italie de rugby à XV 2012-2013 oppose les huit équipes italiennes du Championnat d'Italie de rugby à XV ne disputant pas le Challenge européen. Cette compétition a été remodelée par la Fédération italienne de rugby à XV pour permettre aux clubs ne participant pas au Challenge européen de rester en activité. Ce mini-championnat est composé de deux groupes de quatre équipes dont les deux vainqueurs s'opposent à l'occasion d'une finale.

## Groupe A

### Classement
| Rang | Club            | J | V | N | D | Bo | Bd | Pm  | Pe  | Diff | Pts |
| ---- | --------------- | - | - | - | - | -- | -- | --- | --- | ---- | --- |
| 1    | Rugby Viadana   | 6 | 6 | 0 | 0 | 3  | 0  | 142 | 59  | +83  | 27  |
| 2    | Petrarca Padoue | 5 | 3 | 0 | 2 | 2  | 2  | 139 | 58  | +81  | 16  |
| 3    | San Donà        | 6 | 1 | 0 | 5 | 1  | 2  | 87  | 180 | -93  | 7   |
| 4    | Crociati RFC    | 5 | 1 | 0 | 4 | 0  | 0  | 45  | 116 | -71  | 4   |

|  | Qualifié pour la finale (no 1) |

### Détails des matchs
L'équipe qui reçoit est indiquée dans la colonne de gauche.
| Clubs           | CRO     | PAD     | SAN     | VIA     |
| --------------- | ------- | ------- | ------- | ------- |
| Crociati RFC    |         | 6 - 22  | 23 - 20 | 0 - 26  |
| Petrarca Padoue | -       |         | 52 - 0  | 12 - 16 |
| San Donà        | 17 - 13 | 19 - 40 |         | 14 - 17 |
| Viadana         | 31 - 3  | 17 - 13 | 35 - 17 |         |

|  | Victoire à domicile |  | Match nul |  | Défaite à domicile |

## Groupe B

### Classement
| Rang | Club           | J | V | N | D | Bo | Bd | Pm  | Pe  | Diff | Pts |
| ---- | -------------- | - | - | - | - | -- | -- | --- | --- | ---- | --- |
| 1    | SS Lazio       | 6 | 5 | 0 | 1 | 5  | 1  | 169 | 80  | +89  | 26  |
| 2    | Fiamme Oro     | 6 | 5 | 0 | 1 | 2  | 0  | 152 | 91  | +61  | 22  |
| 3    | L'Aquila Rugby | 6 | 2 | 0 | 4 | 1  | 0  | 99  | 127 | -28  | 9   |
| 4    | Reggio         | 6 | 0 | 0 | 6 | 0  | 1  | 83  | 205 | -122 | 1   |

|  | Qualifié pour la finale (no 1) |

### Détails des matchs
L'équipe qui reçoit est indiquée dans la colonne de gauche.
| Clubs          | AQU     | FIA     | LAZ     | REG     |
| -------------- | ------- | ------- | ------- | ------- |
| L'Aquila Rugby |         | 22 - 30 | 3 - 22  | 41 - 7  |
| Fiamme Oro     | 32 - 0  |         | 21 - 18 | 50 - 7  |
| SS Lazio       | 22 - 10 | 32 - 3  |         | 41 - 22 |
| Rugby Reggio   | 14 - 23 | 12 - 16 | 21 - 34 |         |

|  | Victoire à domicile |  | Match nul |  | Défaite à domicile |

## Finale
| 17 mars 2013 | Viadana | 25 - 21 | SS Lazio | Stadio Luigi Zaffanella, Viadana 2 000 spectateurs Arbitre : Traversi |
| 17 mars 2013 |         |         |          | Stadio Luigi Zaffanella, Viadana 2 000 spectateurs Arbitre : Traversi |
| 17 mars 2013 |         |         |          | Stadio Luigi Zaffanella, Viadana 2 000 spectateurs Arbitre : Traversi |